# TRIP Linhas Aéreas
TRIP Linhas Aéreas S/A, действующая как TRIP (акроним от Transporte Regional do Interior Paulista с порт. — «Паулистский внутренний региональный транспорт») — бывшая региональная авиакомпания Бразилии со штаб-квартирой в муниципалитете Кампинас (штат Сан-Паулу), осуществлявшая  внутренние пассажирские авиаперевозки по аэропортам страны.
Портом приписки и авиакомпании и её главным транзитным узлом (хабом) являлся Международный аэропорт Танкреду Невес.
В соответствии с отчётом Национального агентства гражданской авиации Бразилии в 2009 году доля пассажирских перевозок TRIP Linhas Aéreas в стране составила 1,50% на внутренних маршрутах по показателю перевезённых пассажиров на километр дистанции. В ноябре 2010 года данный показатель для внутренних авиаперевозок вырос до 2,17 %.
В 2014-м году поглощена авиакомпанией Azul Brazilian Airlines

## История
Авиакомпания TRIP Linhas Aéreas была образована в 1998 году финансовым инвестиционным холдингом «Caprioli Group» и начала операционную деятельность с регулярных пассажирских рейсов на двух самолётах Embraer EMB 120 Brasilia. В ноябре 2006 года 49 процентов акций компании выкупила другая финансовая группа «Águia Branca Group», принадлежащая бизнесу семьи Чьяппи.
25 января 2007 года TRIP Linhas Aéreas разместила заказ на семь новых ATR-72-500 и сделала опцион на пять лайнеров того же типа. Новые самолёты оснащены турбовинтовыми двигателями Pratt & Whitney Canada PW127, пассажирские салоны рассчитаны на 69 мест.
13 ноября 2007 года TRIP Linhas Aéreas и чартерная авиакомпания Total Linhas Aéreas подписали соглашение об объединении и создании общего управляющего холдинга, при этом первому перевозчику отводилась работа только на регулярных линиях, второму — только на чартерных и грузовых маршрутах. Слияние завершилось в мае 2008 года, в настоящее время компании принадлежат одному авиахолдингу, но работают под собственными торговыми марками (брендами).
4 сентября 2008 года североамериканская региональная авиакомпания SkyWest Airlines объявила о намерении приобрести 20% акций компании TRIM. Сделка была оформлена в трёхэтапную рассрочку и окончательно завершилась в 2010 году.
К концу 2010 года штат авиакомпании насчитывал более пятисот сотрудников.

## Маршрутная сеть

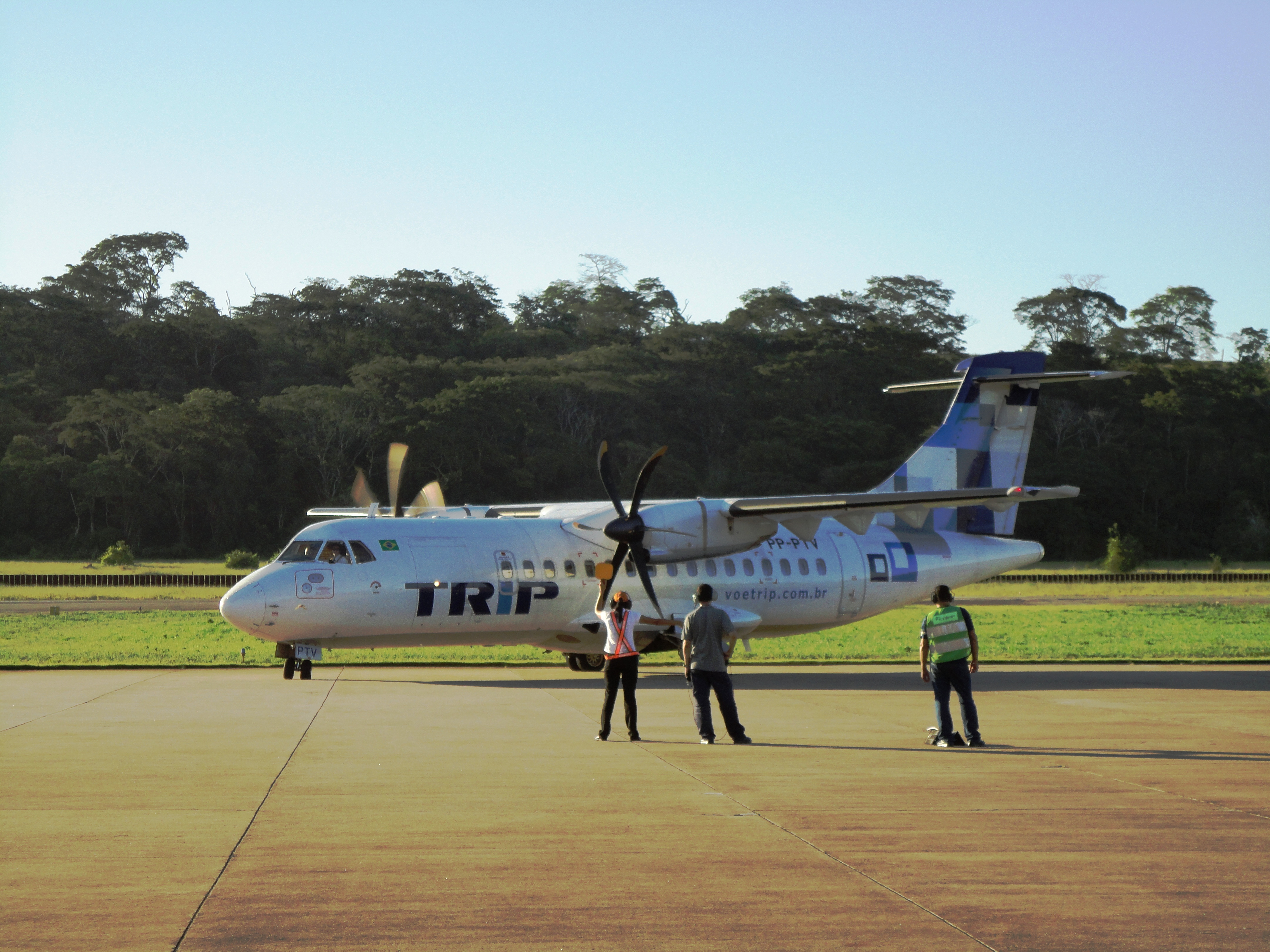
ATR 72 авиакомпании TRIP Linhas Aéreas в аэропорту «Usiminas»

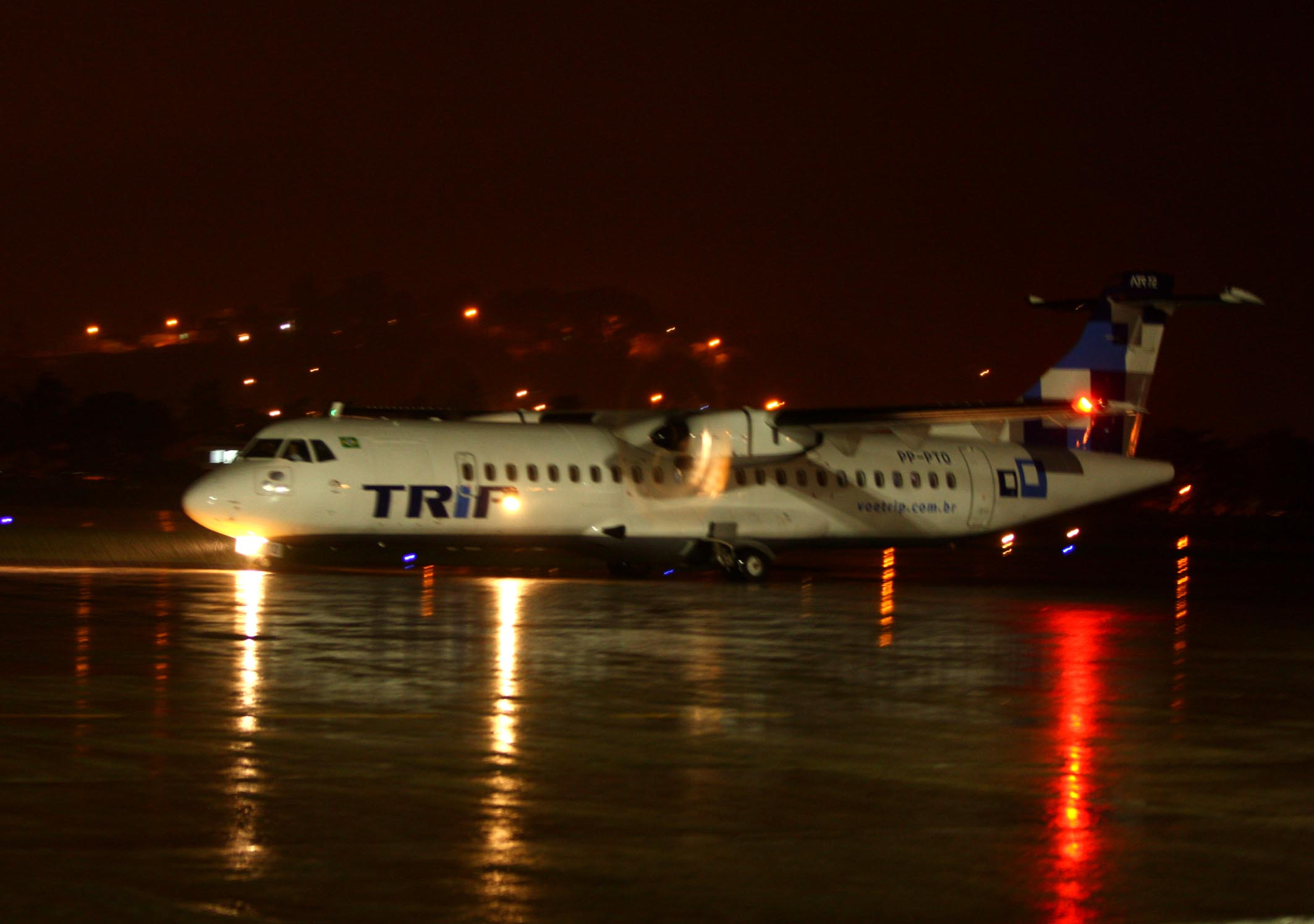
ATR 72 авиакомпании TRIP Linhas Aéreas в Международном аэропорту имени депутата Луиса Эдуардо Магальяса (Салвадор, Баия)

В ноябре 2010 года маршрутная сеть авиакомпании TRIP Linhas Aéreas распространялась на следующие пункты назначения в Бразилии:

### Северный регион
- Алтамира
- Арагуаина — Аэропорт Арагуаина
- Барселус
- Белен — Международный аэропорт имени Хулио Сезара Рибейру
- Парауапебас
- Коари
- Крузейру-ду-Сул — Международный аэропорт Крузейру-ду-Сул
- Эйрунепе
- Фонти-Боа (Амазонас)
- Умайта
- Итайтуба
- Жи-Парана
- Лабреа
- Манаус — Международный аэропорт имени Эдуарду Гомеша
- Паринтинс
- Оришимина — Аэропорт Порту-Тромбетас
- Порту-Велью — Международный аэропорт Порту-Велью
- Риу-Бранку — Международный аэропорт Риу-Бранку
- Санта-Изабел-ду-Риу-Негру
- Сантарен — Аэропорт имени маэстро Уилсона Фонсеки
- Сан-Габриел-да-Кашуэйра
- Сан-Паулу-ди-Оливенса
- Табатинга — Международный аэропорт Табатинга
- Тефе
- Тикуруи
- Вильена

### Северо-восточный регион
- Аракажу — Аэропорт Санта-Мария
- Фернанду-ди-Норонья — Аэропорт Фернанду-ди-Норонья
- Ильеус — Аэропорт Ильеус имени Жорже Амаду
- Ленсойс
- Масейо — Международный аэропорт Зумби-дус-Палмарис
- Натал — Международный аэропорт имени Аугусту Северу
- Петролина — Аэропорт Петролина
- Порту-Сегуру — Аэропорт Порту-Сегуру
- Ресифи — Международный аэропорт Гуарарапис
- Салвадор — Международный аэропорт имени депутата Луиса Эдуардо Магальяса
- Сан-Луис — Международный аэропорт имени маршала Кунья Мачады
- Витория-да-Конкиста

### Центрально-западный регион
- Алта-Флореста
- Бразилиа — Международный аэропорт Бразилиа
- Кампу-Гранди — Международный аэропорт Кампу-Гранди
- Корумба — Международный аэропорт Корумба
- Куяба/Варжен-Гранди — Международный аэропорт имени маршал Рондона
- Дорадус
- Гояния — Международный аэропорт Санта-Женевьева
- Риу-Верди
- Рондонополис
- Синоп

### Юго-восточный регион
- Арасатуба — Аэропорт Арасатуба
- Араша — Аэропорт Араша
- Белу-Оризонти
  - Международный аэропорт Танкреду Невес
  - Аэропорт имени Карлоса Друммонда-ди-Андраде
- Кабу-Фриу — Международный аэропорт Кабу-Фриу
- Кампинас — Международный Виракопус/Кампинас
- Диамантина
- Говернадор-Валадарис
- Ипатинга — Аэропорт Usiminas
- Жуис-ди-Фора
- Монтис-Кларус
- Патус-ди-Минас
- Рибейран-Прету — Аэропорт имени доктора Лейти Лопеса
- Рио-де-Жанейро — Аэропорт Сантос-Дюмон
- Сан-Жуан-дел-Рей
- Сан-Жозе-ду-Риу-Прету — Аэропорт Сан-Жозе-ду-Риу-Прету
- Сан-Жозе-дус-Кампус — Аэропорт Сан-Жозе-дус-Кампус
- Сан-Паулу/Гуарульос — Международный аэропорт Гуарульос
- Убераба
- Уберландия
- Варжинья
- Витория — Аэропорт имени Эурику ди-Ажияра Саллеса

### Южный регион
- Каскавел — Аэропорт имени Адалберту Мендес-ди-Силвы
- Крисиума/Форкильинья — Аэропорт Крисиума
- Куритиба — Международный аэропорт Афонсу Пена
- Флорианополис — Международный аэропорт имени Эрсилиу Луса
- Фос-ду-Игуасу — Международный аэропорт Фос-ду-Игуасу
- Жоинвили — Аэропорт Жоинвили
- Лондрина — Аэропорт Лондрина
- Маринга — Региональный аэропорт Маринга
- Порту-Алегри — Международный аэропорт Салгаду Филью

## Флот
В декабре 2010 года воздушный флот авиакомпании TRIP Linhas Aéreas составляли самолёты с пассажирскими салонами, укомплектованными только экономическим классом: